# Peucèdram
El peucèdram(Peucedramus taeniatus) és l'únic ocell del gènere Peucedramus Coues, 1875, i de la monotípica família dels peucedràmids (Peucedramidae Wolters, 1980). Habita els boscos de coníferes de les muntanyes del sud-oest dels Estats Units, Mèxic i Amèrica Central, al sud-est d'Arizona, sud-oest de Nou Mèxic, nord de Coahuila, sud de Nuevo León, oest de Tamaulipas. Guatemala, Hondures i Nicaragua.